# Incaspiza
Incaspiza es un género de aves paseriformes perteneciente a la familia Thraupidae que agrupa a cinco especies endémicas del oeste y norte de Perú. Anteriormente se clasificaba en Emberizidae. Sus miembros son conocidos por el nombre común de incaspizas, fringilos incas o semilleros incas.

## Etimología
El nombre genérico femenino Incaspiza es una combinación de Incas, la civilización nativa de Perú, y de la palabra del griego «σπιζα spiza» que es el nombre común del pinzón vulgar.

## Características
Las aves de este género son tráupidos elegantes pero furtivos y raros, encontrados localmente en los matorrales de las laderas áridas del occidente y norte de Perú. Miden entre 13,5 y 16,5 cm de longitud, de colores predominantes gris, rufo y beige y se caracterizan por sus picos y patas de color amarillo anaranjado, y por las plumas externas de la cola blancas, más visibles en vuelo. Con frecuencia mantienen la cola ligeramente erguida.

## Taxonomía
Incapiza fue descrito originalmente en el año 1898 por el ornitólogo estadounidense Robert Ridgway.
Tradicionalmente colocado primero en Fringillidae y durante décadas en la familia Emberizidae, este género fue transferido para Thraupidae con base en diversos estudios genéticos, citando Burns et al. 2002, 2003; Klicka et al. 2007 y Campagna et al. 2011. La Propuesta N° 512 al Comité de Clasificación de Sudamérica (SACC) de noviembre de 2011, aprobó la transferencia de diversos géneros (entre los cuales Incaspiza) de Emberizidae para Thraupidae.
Los datos presentados por los amplios estudios filogenéticos recientes comprobaron que Incapiza es pariente próximo de un clado integrado por Rhopospina y Porphyrospiza, en una nueva subfamilia Porphyrospizinae.

## Especies
Según las clasificaciones del Congreso Ornitológico Internacional (IOC) y Clements Checklist v.2019, el género agrupa a las siguientes especies con el respectivo nombre popular de acuerdo con la Sociedad Española de Ornitología (SEO):
| Imagen | Nombre científico   | Autor                | Nombre común         | Estado de conservación |
| ------ | ------------------- | -------------------- | -------------------- | ---------------------- |
|        | Incaspiza pulchra   | (P.L. Sclater, 1886) | incaspiza alirrufo   | LC                     |
|        | Incaspiza personata | (Salvin, 1895)       | incaspiza dorsirrufo | LC                     |
|        | Incaspiza ortizi    | J.T. Zimmer, 1952    | incaspiza aligrís    | LC                     |
|        | Incaspiza laeta     | (Salvin, 1895)       | incaspiza bigotudo   | LC                     |
|        | Incaspiza watkinsi  | Chapman, 1925        | incaspiza chico      | NT                     |